# Oppenheim
Oppenheim ist eine Stadt am Oberrhein im Landkreis Mainz-Bingen, Rheinland-Pfalz. Sie ist Verwaltungssitz der Verbandsgemeinde Rhein-Selz, der sie auch angehört. Oppenheim ist gemäß Landesplanung als Mittelzentrum ausgewiesen.
Im Hoch- und im Spätmittelalter war Oppenheim Reichsstadt im Heiligen Römischen Reich, was sich im Stadtwappen widerspiegelt.
Bekannt ist Oppenheim als Stadt des Weines, Sitz des Deutschen Weinbaumuseums und durch die Weine der Großlage Oppenheimer Krötenbrunnen.

## Geographie
Oppenheim liegt links des Rheins in Rheinhessen, etwa mittig zwischen Mainz im Norden und Worms im Süden.

## Klima
Der Jahresniederschlag beträgt 545 Millimeter.

## Geschichte

### Römische Zeit
Bei Bauarbeiten in den 1950er Jahren auf dem Gelände der 1837 abgerissenen Sebastianskirche stieß man auf Mauerreste, Ziegelsteine als Bodenbelag, ein Wasserbecken und einen gemauerten Kanal. Diese Funde weisen darauf hin, dass an dieser Stelle römische Bauten gestanden haben. In den Nachbarorten Dienheim und Nierstein wurden lediglich Grabstellen entdeckt, die nach römischer Sitte nur außerhalb von Siedlungen angelegt wurden. Der ehemalige rheinland-pfälzische Landesarchäologe Gerd Rupprecht lokalisierte an dieser Stelle das Römische Militärlager Buconica.

### Mittelalter (500–1500)
Vom 20. Juli 765 und aus dem Lorscher Codex stammen die ältesten erhaltenen Erwähnungen von Oppenheim. Hierin wird von zwei Schenkungen über je einen Weinberg durch Folrad und Bertrich an das Kloster Lorsch berichtet. 774 schenkte Karl der Große Oppenheim dem Kloster Lorsch.
1008 erhielt Oppenheim Marktrechte. Im Oktober 1076 erlangte Oppenheim besondere Bedeutung im Investiturstreit. Auf dem Reichstag von Tribur und Oppenheim forderten die Fürsten König Heinrich IV. auf, sich vom päpstlichen Bann zu lösen. Dies war der Auslöser für Heinrichs Gang nach Canossa. Als Oppenheim später in Interessenskonflikte zwischen dem Mainzer Erzbischof Adalbert I. von Saarbrücken und dem Stauferherzog Friedrich II. geraten war, wurde Oppenheim von ersterem 1118 zerstört. Als das Kloster Lorsch in den 1140er Jahren in finanzielle Schwierigkeiten geriet, gab es Oppenheim an den König des Heiligen Römischen Reiches zurück. Damit begann Oppenheims Geschichte im Reich. Zur Zeit des Stauferkaisers Friedrichs II. wurde Oppenheim 1225 Freie Reichsstadt. Die Stadt war zu dieser Zeit wegen ihrer Reichsburg und den dort ansässigen Burgmannen bedeutsam. Das Kloster Otterberg war im Ort begütert. Es besaß hier Häuser, eine Gülte und einen Wirtschaftshof am Dienheimer Tor. 1254 schloss sich die Stadt dem Rheinischen Städtebund an, der sich verpflichtete Frieden und Recht für alle Personen zu gewährleisten. Damit waren explizit auch Angehörige jüdischer Religion gemeint. Seit dieser Zeit hatten auch die Juden, die seit etwa 1225 in Oppenheim wohnten, Rechtsschutz.
In Oppenheim fanden bis auf die Zeit zwischen 1315 und 1353 weniger Pogrome an der jüdischen Bevölkerung statt als in den Nachbarstädten Mainz und Worms. Die Juden erhielten das Niederlassungsrecht aber nur gegen relativ hohe Sondersteuern. In Oppenheim wurde den Burgherren der Burg Landskron unter anderem durch den König Rudolf von Habsburg das Recht zum Genuss der Steuern der Juden zugesprochen.
1315 wurde die Stadt Oppenheim an den Erzbischof von Mainz verpfändet. Das dauerte bis 1353. In dieser Zeit fanden die einzigen Pogrome gegen die jüdische Bevölkerung im Mittelalter statt. Trotzdem wurde 1325 eine neu gebaute Synagoge eingeweiht. Diese wurde bei einem Pogrom 1349 wieder zerstört. Die Mehrheitsbevölkerung schob den Juden die Verantwortung für die Ausbreitung der Pest in Oppenheim zu. Nach dieser Verfolgung siedelten sich erst nach einigen Jahren wieder Juden an. Ab 1375 gehörte Oppenheim zum Territorium des Kurfürsten der Pfalz. Es war zuvor von Kaiser Karl IV. an Kurfürst Ruprecht I verpfändet worden, der das Pfand einlöste. 1444 lebten 4 jüdische Familien in Oppenheim. Später waren es so viele, dass die Gemeinde 4 Rabbiner beschäftigte.

### Neuzeit (ab 1500) bis 1900

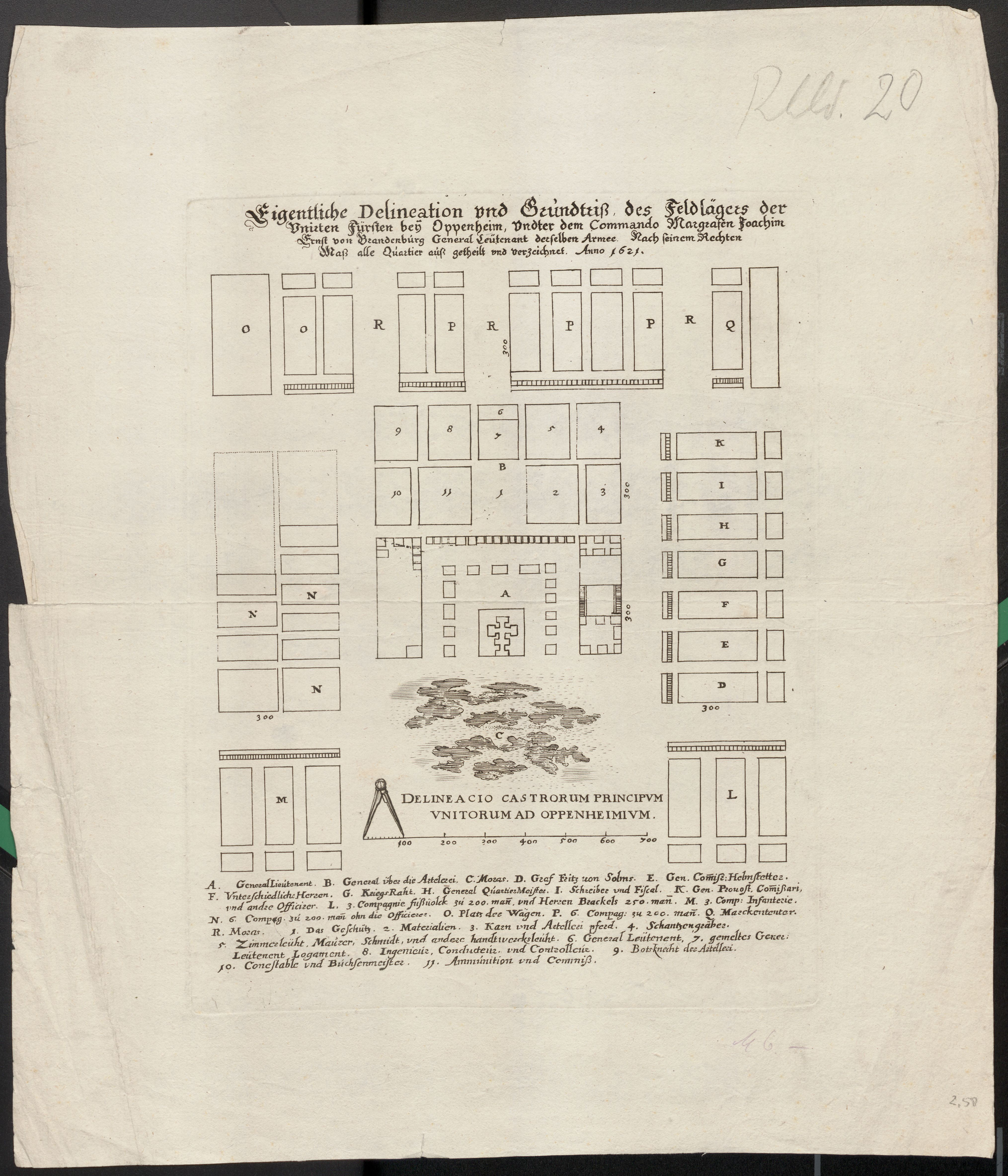
Feldlager bei Oppenheim 1621

Oppenheim wurde am 14. September 1620 durch spanische Truppen im Dreißigjährigen Krieg (1618–1648) erobert. Im Juni 1631 überquerte König Gustav II. Adolf mit seinem Heer bei Oppenheim den Rhein und eroberte die Stadt. An diesen Rheinübergang erinnert die Schwedensäule bei dem rechtsrheinischen Erfelden im heutigen Hessen.
Oppenheim wurde 1688 durch französische Truppen im Zuge des Pfälzer Erbfolgekriegs (1688–1697) erobert. Am 31. Mai 1689 zerstörten französische Truppen unter General Ezéchiel de Mélac die Burg Landskron und die Stadt.
Auch im 17. und 18. Jahrhundert lebten Juden in Oppenheim. 1765 waren es 10 Familien.
Bis 1797 blieb Oppenheim kurpfälzischer Besitz. Nach der Französischen Revolution eroberten französische Truppen im Ersten Koalitionskrieg unter Napoleon die linksrheinischen Gebiete der Kurpfalz und auch Oppenheim. Von 1798 bis 1814 waren Oppenheim und die linksrheinischen Gebiete in den französischen Staat eingegliedert. Sie gehörten überwiegend zum von Napoleon neugeschaffenen Département du Mont-Tonnerre (französisch für den Donnersberg). Nach dem Ende der napoleonischen Zeit kam Oppenheim 1816 mit einigen anderen linksrheinischen Städten und Gebieten zum Großherzogtum Hessen. Dieses Gebiet erhielt den Namen Rheinhessen. 1804 gab es in Oppenheim 74 Juden, 1824 waren es 162 und 1861 184. Im letzten Viertel des 19. Jahrhunderts ging die Zahl leicht zurück. 1900 wohnten 129 Juden in Oppenheim. Die Kultusgemeinde, zu der auch die Nachbarorte gehörten, hatte 219 Mitglieder.
Der Bahnhof Oppenheim wurde am 22. März 1853 in Betrieb genommen, als der erste Abschnitt der damals noch eingleisigen Bahnstrecke Mainz–Worms bis Oppenheim eröffnet wurde.
1864 hatte die jüdische Gemeinde in der Rathofstraße 19 eine neue Synagoge erbaut; sie wurde im August 1864 eingeweiht.

### Verfolgung der Juden in Oppenheim (1933–1945)
Gleich nach der Machtergreifung des NS-Regimes am 30. Januar 1933 begann die Diskriminierung von Juden. Sie erlitten Ausgrenzung, Verlust von Freunden, Boykott von Geschäften, Verlust des Arbeitsplatzes und Rechtlosigkeit. 1934 wurde der jüdische Friedhof an der heutigen Amselstraße geschändet. Bis zum 9. November 1938, dem Tag der reichsweiten Ausschreitungen gegen Synagogen und viele Juden, waren 108 Juden weggezogen. 25 waren verstorben, einige vor 1933, einige nach schweren Drangsalen später. Von den Weggezogenen konnte sich ein Teil ins Ausland retten. Ein Teil von ihnen kam bei der Expansion Deutschlands nach 1939 wieder in den Machtbereich der Deutschen. Die meisten von ihnen wurden dann in Vernichtungslager deportiert.
In Oppenheim erlebten die 40 dort noch lebenden Juden in der Nacht vom 9. auf den 10. November und auch tagsüber am 10. November 1938 die Ausschreitungen in der von der NS-Führung angeordneten Novemberpogrome. In der Nacht wurden in Oppenheim die jüdische Bewohner in dreizehn Wohnungen durch mit Knüppeln und Eisenstangen ausgerüstete auswärtige SA-Trupps aus ihrem Schlaf gerissen und überfallen. Die Bewohner wurden teils misshandelt und ihre Wohnungen zum großen Teil demoliert. Dabei wurde größtenteils wie in fast allen Städten das Inventar kurz und klein geschlagen. Zum Teil wurden die Betten aufgeschlitzt und die Federn auf die Straße geschüttet. Bei der Demolierung und teilweise auch Plünderung der Wohnungen beteiligten sich nach Schilderungen von Augenzeugen in dem 2009 erschienenen Buch von Wolfgang Kemp neben SA-Leuten und SS-Leuten auch Oppenheimer „Rowdies, Arbeitslose und im Sold der NSDAP stehende“ Bewohner Oppenheims. Frühmorgens wurden alle jüdischen männlichen Personen festgenommen. Sie mussten die Schuhe an den Schnürsenkeln um den Hals tragen und wurden so barfuß unter schweren Misshandlungen über den Viehweg zum Rhein getrieben. Fünf von ihnen wurden zur Gestapo nach Darmstadt abgeführt und dann für mehrere Monate ins KZ Buchenwald eingeliefert. Dazu gehörten die beiden gerade erst 16 Jahre alt gewordenen Jugendlichen Edmund Hirsch und Julius Mannheimer. Edmund Hirsch kam etwa am 23. Dezember wieder frei und zurück nach Oppenheim. Er wurde um den 27. Dezember bei Verladearbeiten in Frankfurt, zu denen er gezwungen worden war, totgeschlagen. Julius Mannheimer kam schwerkrank kurze Zeit später frei. Er gelangte auf Betreiben seiner Eltern auf einem Transport von jugendlichen Juden nach Großbritannien. Dort wurde er zuerst als feindlicher Ausländer interniert und dann nach Australien gebracht. Er besuchte in Sydney die Universität. Auf der Rückreise von Australien wurde sein Schiff von einem deutschen Schiff torpediert und Julius Mannheimer ging mit dem Schiff unter.
Am Vormittag bog, wie ein Augenzeuge berichtete, gegen 11:30 Uhr ein Lastwagen mit drei auswärtigen SA-Leuten in die Rathofsstraße ein und hielt vor der Synagoge. Zwei Männer brachen mit Beilen die Synagoge auf. Der dritte holte aus einem Haus in der Nähe, in dem möglicherweise ein Jungvolkführer wohnte, zwei mit Benzin gefüllte Kanister. Damit zündeten sie das Gotteshaus an. Es entstand ein großes Feuer, die Feuerwehr sperrte das Brandareal ab, kümmerte sich aber nicht um das Feuer in der Synagoge. Nach den Schilderungen bei Kemp schützte sie nur die angrenzenden Häuser. Es ist nach Kemp nicht bekannt, ob ein Befehl gegeben wurde, die Synagoge nicht zu löschen. Ein Zeitzeuge, der Mitglied der Feuerwehr war, und Feueralarm gegeben hatte, als er das Entstehen des Brandes beobachtete, wurde von seinen Vorgesetzten dafür bestraft. Die Synagoge brannte vollständig aus. Kurze Zeit später ließen die Nationalsozialisten sie abreißen. Nach dem Beginn des Zweiten Weltkriegs wurde an dieser Stelle ein Luftschutzbunker errichtet.
53 Juden aus Oppenheim wurden der Aufstellung von Wolfgang Kemp zufolge Opfer von Deportation und Gewalt.
Oppenheim blieb bis 1945 hessisch.

### Ende des Zweiten Weltkriegs bis heute
Nachdem fast sämtliche Rheinbrücken durch die Deutschen gesprengt worden waren, gelang es US-Truppen unter General George S. Patton, am 22. März 1945 zwischen Oppenheim und Nierstein einen Übergang über den Rhein herzustellen und zu halten. Sie transportierten zahlreiche Truppen auf die rechte Rheinseite.
1946 wurde Oppenheim ins neugebildete Land Rheinland-Pfalz eingegliedert. Seit 1969 gehört es zum Landkreis Mainz-Bingen. Zum 1. Juli 2014 wurde die Stadt Oppenheim Verwaltungssitz der mit diesem Datum gegründeten Verbandsgemeinde Rhein-Selz.

### Bevölkerungsentwicklung
Die Entwicklung der Einwohnerzahl von Oppenheim, die Daten von 1871 bis 1987 beruhen auf Volkszählungen:
| Oppenheim: Einwohnerzahlen von 1815 bis 2024       | Oppenheim: Einwohnerzahlen von 1815 bis 2024 | Oppenheim: Einwohnerzahlen von 1815 bis 2024 | Oppenheim: Einwohnerzahlen von 1815 bis 2024 | Oppenheim: Einwohnerzahlen von 1815 bis 2024 |
| -------------------------------------------------- | -------------------------------------------- | -------------------------------------------- | -------------------------------------------- | -------------------------------------------- |
| Jahr                                               |                                              |                                              |                                              | Einwohner                                    |
| 1815                                               | 1815                                         |                                              | 2.098                                        | 2.098                                        |
| 1835                                               | 1835                                         |                                              | 3.064                                        | 3.064                                        |
| 1871                                               | 1871                                         |                                              | 3.085                                        | 3.085                                        |
| 1905                                               | 1905                                         |                                              | 3.674                                        | 3.674                                        |
| 1939                                               | 1939                                         |                                              | 4.086                                        | 4.086                                        |
| 1950                                               | 1950                                         |                                              | 4.991                                        | 4.991                                        |
| 1961                                               | 1961                                         |                                              | 5.462                                        | 5.462                                        |
| 1970                                               | 1970                                         |                                              | 5.284                                        | 5.284                                        |
| 1987                                               | 1987                                         |                                              | 5.289                                        | 5.289                                        |
| 1997                                               | 1997                                         |                                              | 6.398                                        | 6.398                                        |
| 2005                                               | 2005                                         |                                              | 6.855                                        | 6.855                                        |
| 2024                                               | 2024                                         |                                              | 7.071                                        | 7.071                                        |
| Quelle(n): Statistisches Landesamt Rheinland-Pfalz |                                              |                                              |                                              |                                              |

### Konfessionsstatistik
Mit Stand 30. Juni 2005 waren von den Einwohnern 38,8 % evangelisch, 32,6 % römisch-katholisch und 28,6 % waren konfessionslos oder gehörten einer anderen Glaubensgemeinschaft an. Mit Stand 30. April 2025 waren von den Einwohnern 25,5 % evangelisch, 23,2 % katholisch und 51,3 % waren konfessionslos oder gehörten einer anderen Glaubensgemeinschaft an. Der Anteil der katholischen und evangelischen Kirchenmitglieder an der Gesamtbevölkerung ist demnach im beobachteten Zeitraum beträchtlich gesunken.

## Politik

### Stadtrat
Der Stadtrat in Oppenheim besteht aus 24 Ratsmitgliedern, die bei der Kommunalwahl am 9. Juni 2024 in einer personalisierten Verhältniswahl gewählt wurden, und der ehrenamtlichen Stadtbürgermeisterin als Vorsitzender.
Die Sitzverteilung im Stadtrat:
| Wahl | SPD | CDU | FDP | AL | BLO | WfO | Gesamt   |
| ---- | --- | --- | --- | -- | --- | --- | -------- |
| 2024 | 3   | 4   | 3   | 7  | –   | 7   | 24 Sitze |
| 2019 | 4   | 4   | 2   | 6  | 1   | 7   | 24 Sitze |
| 2014 | 12  | 5   | –   | 5  | –   | –   | 22 Sitze |
| 2009 | 10  | 5   | 1   | 6  | –   | –   | 22 Sitze |

- AL = Alternative Liste e. V.
- BLO = Bürgerliste Oppenheim
- WfO = Wir für Oppenheim e. V.

### Bürgermeister
Silke Rautenberg (Alternative Liste) wurde am 18. Februar 2022 Stadtbürgermeisterin von Oppenheim. Bei der Stichwahl am 23. Januar hatte sie sich mit einem Stimmenanteil von 59,0 % gegen Jörg Steinheimer (SPD) durchgesetzt, nachdem bei der Direktwahl am 9. Januar 2022 keiner der ursprünglich drei Bewerber eine ausreichende Mehrheit erreichen hatte. Bei der Direktwahl am 9. Juni 2024 setzte sich Silke Rautenberg (AL) bei einer Wahlbeteiligung von 61,5 % mit 50,5 %, was einer Mehrheit von 36 Stimmen entspricht, gegen Stephanie Steichele-Guntrum (FDP) durch.
Der SPD-Bundestagsabgeordnete Marcus Held war seit 2004 Stadtbürgermeister. Im Zuge staatsanwaltschaftlicher Ermittlungen wegen Untreue, Betrug, Bestechung und Bestechlichkeit legte er das Amt am 28. Februar 2018 mit Wirkung zum 5. März 2018 nieder. Am 3. Juni 2018 wurde Walter Jertz (parteilos) zum neuen Stadtbürgermeister gewählt; er trat das Amt am 21. Juni 2018 an. Bei der regulären Kommunalwahl am 26. Mai 2019 wurde er mit einem Stimmenanteil von 88,44 % in seinem Amt bestätigt. Mit Wirkung zum 30. September 2021 legte Jertz aus gesundheitlichen Gründen sein Amt als Stadtbürgermeister nieder, wodurch eine Neuwahl erforderlich wurde.

### Wappen
| Wappen von Oppenheim | Blasonierung: „In Gold (Gelb) ein schwarzer Adler.“ |
| Wappen von Oppenheim | Wappenbegründung: Das Wappen wurde von Otto Hupp entworfen und entstammt einem Siegel von 1238. Der Reichsadler erinnert an die Erhebung des ehemaligen Fleckens zur Reichsstadt durch Kaiser Friedrich II. im Jahre 1226. |

### Städtepartnerschaften
- Givry (Saône-et-Loire), Frankreich
- Adnet, Österreich
- Werder, Deutschland
- Calpe, Spanien
- Sant’Ambrogio, Italien

## Weinpatenschaft
In Oppenheim erhielt die Weinwerbung durch den Bürgermeister Heinz Scheller nach dessen Amtsantritt 1935 kräftige Impulse: Als Weinpatenstadt für Oppenheim kam für ihn nur die Reichshauptstadt Berlin in Betracht. Die Städte Ansbach und Osnabrück folgten. Zur Wiederbelebung dieser Weinpatenschaft und zum Dank für Verdienste um die Stadt Oppenheim wurde der Regierende Bürgermeister von Berlin Klaus Wowereit am 11. März 2006 durch Stadtbürgermeister Marcus Held zum Weinritter geschlagen.
Aktiven Ausdruck findet die Weinpatenschaft unter anderem durch die Teilnahme der Stadt Oppenheim an den Hoffesten des Senats von Berlin seit dem Jahr 2007 bis heute mit jeweils einem Weinstand. Auf Einladung des Regierenden Bürgermeisters von Berlin Klaus Wowereit nahm eine Bürgerdelegation unter Stadtbürgermeister Marcus Held an den Feierlichkeiten der deutschen Botschaft in Paris zum Tag der Deutschen Einheit und zum Jubiläum der Städtepartnerschaft Berlin-Paris teil.

## Kultur und Sehenswürdigkeiten

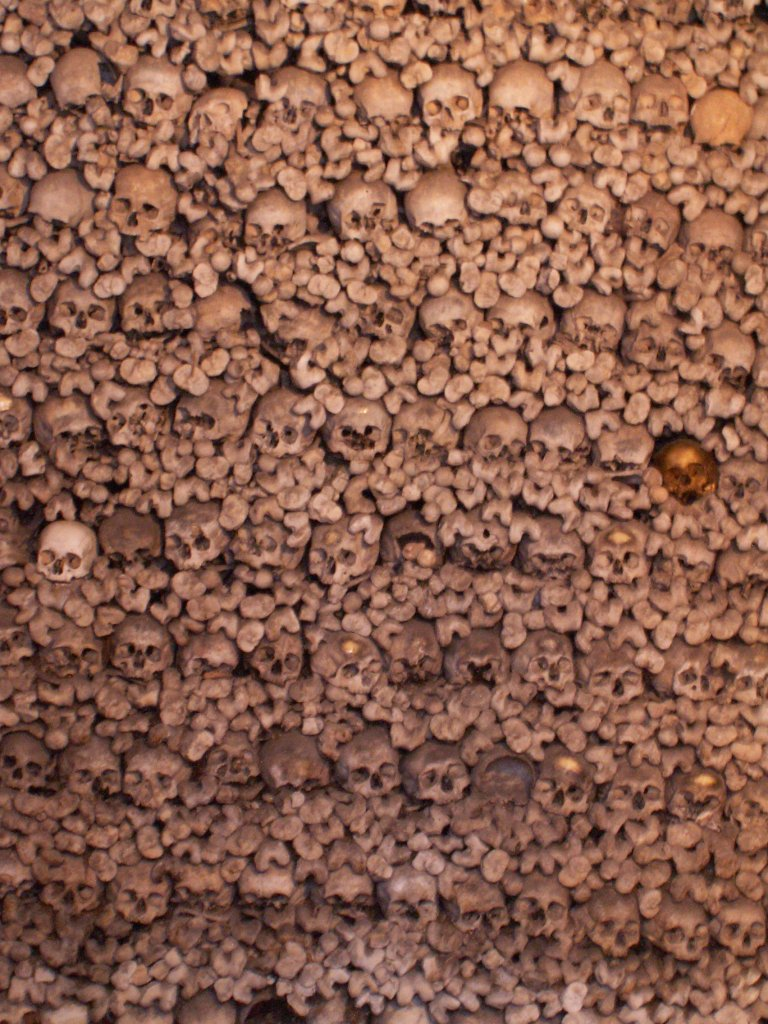
Oppenheimer Beinhaus

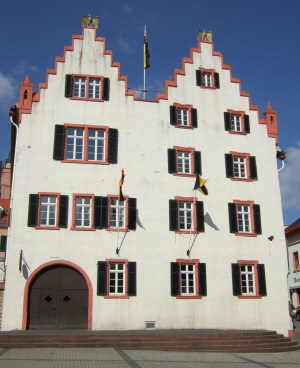
Rathaus von Oppenheim

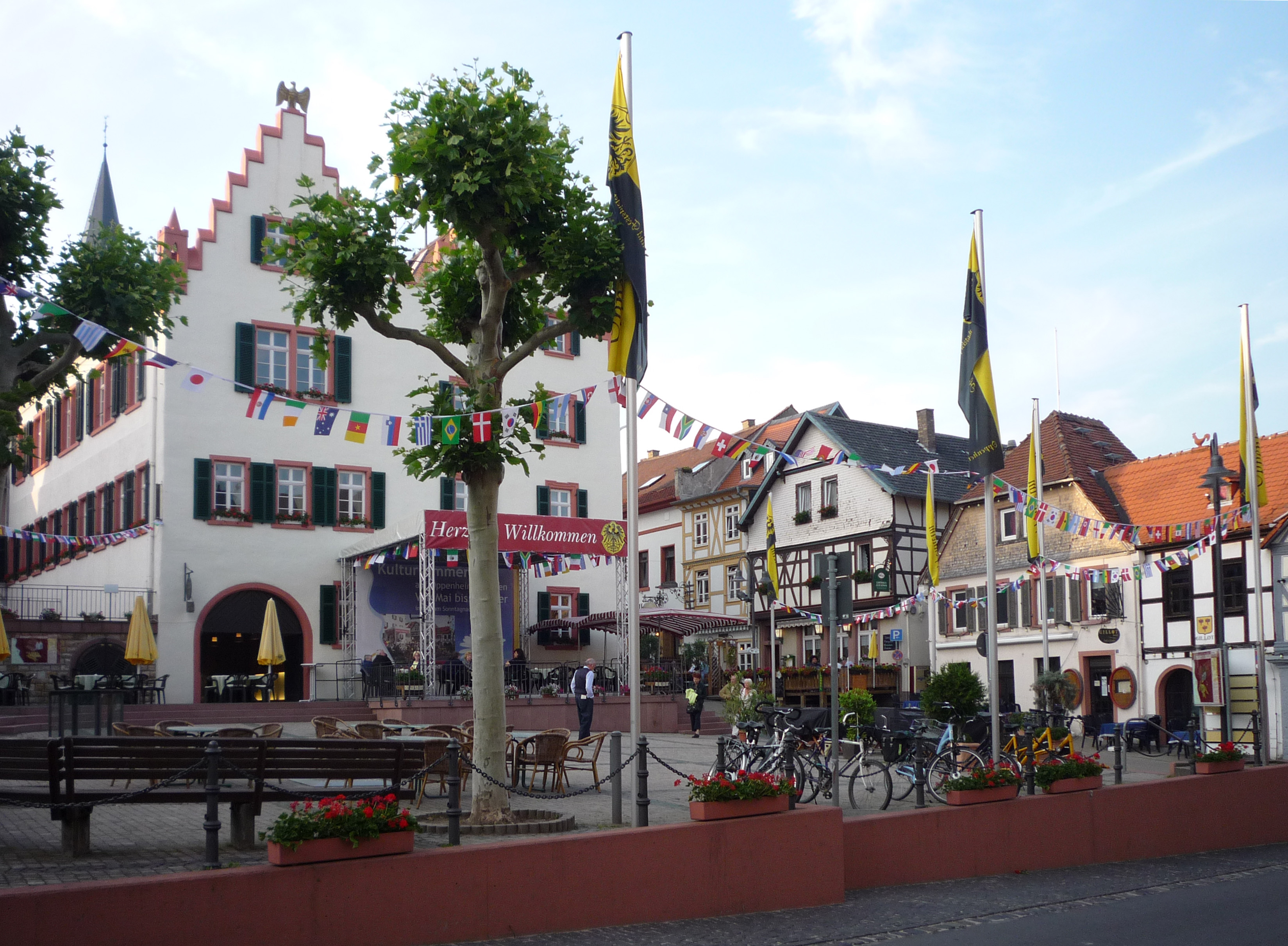
Marktplatz mit Rathaus

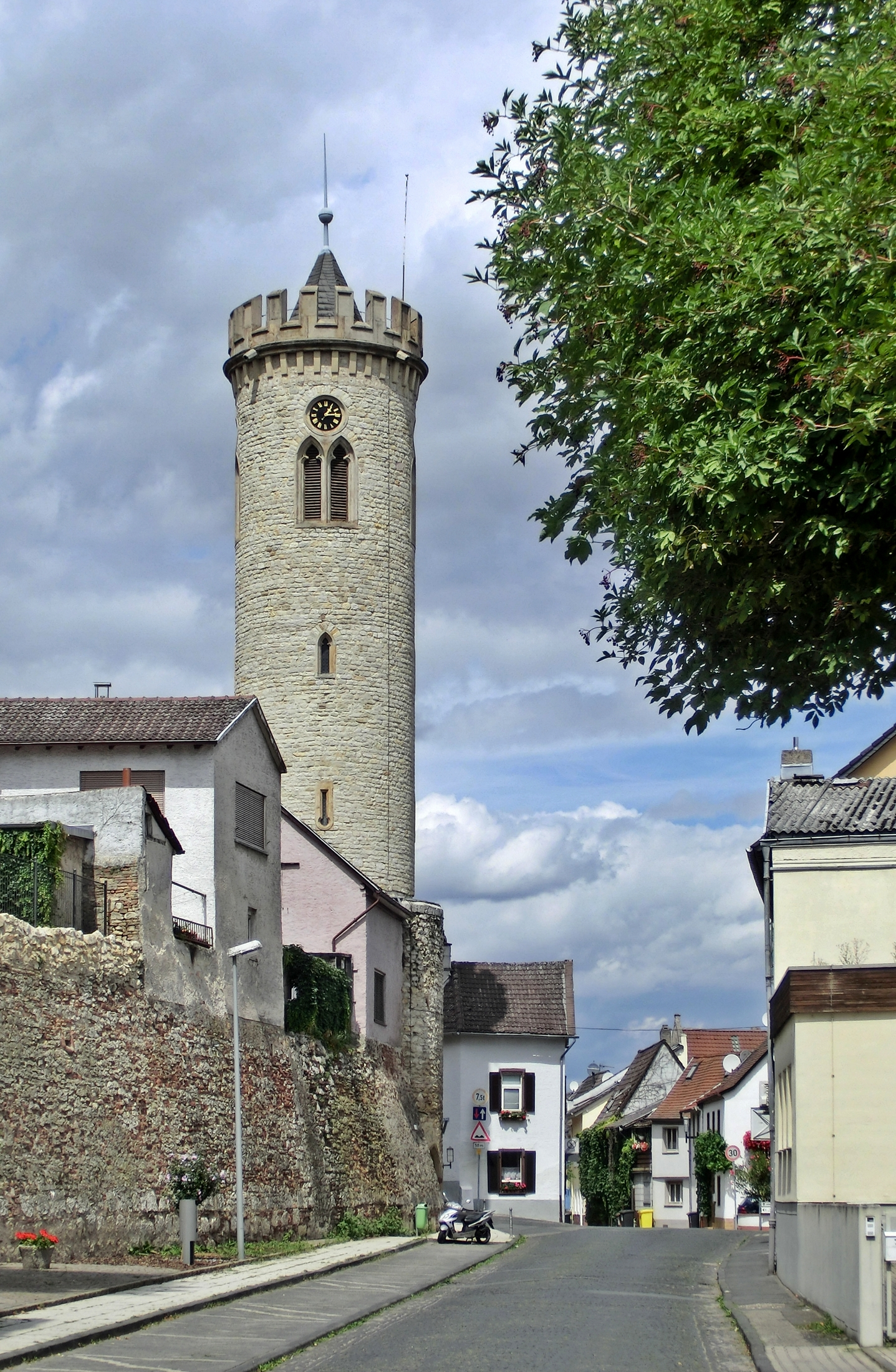
Uhrturm

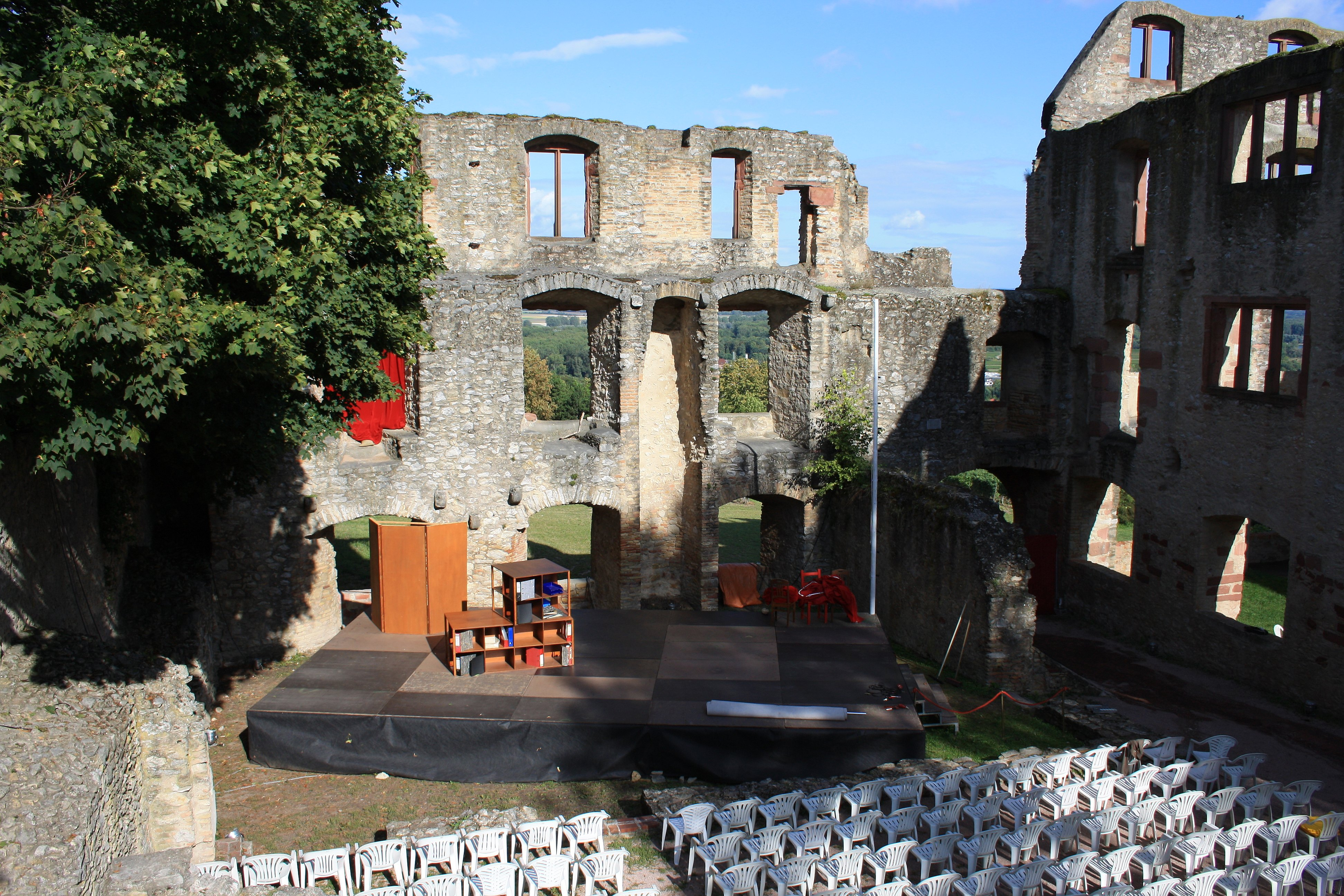
Burgruine Landskron Theater

Sehenswert ist die Katharinenkirche mit ihren Glasgemälden, den beiden Maßwerkfenstern, der Oppenheimer Rose und der Oppenheimer Lilie, und dem bis heute belegten Beinhaus. Die Katharinenkirche gilt als der herausragendste gotische Sakralbau am Rhein zwischen Köln und Straßburg. Auch die anderen Oppenheimer Sakralbauten sind interessant. Ebenso sind die Ruine Landskron (mit dem schönen Blick in die Rheinebene und als Austragungsort der Festspiele und anderen kulturellen Veranstaltungen), die Altstadt mit Marktplatz, Rathaus von 1621 (davor eine Säule aus dem Saal der Burg Landskron, die angeblich aus der Ingelheimer Kaiserpfalz stammt) und ehemaliger Stadtbefestigung (Gautor, Ruprechtsturm, Rheintorpforte, Uhrturm, Stadtmauerreste) sowie das Deutsche Weinbaumuseum und das Stadtmuseum zu nennen.
Außergewöhnlich ist das Oppenheimer Kellerlabyrinth unter der Altstadt. Auf wechselnden Tiefen verbinden unterirdische Gänge, Treppen und Räume die Häuser und Anlagen miteinander. Im Altstadtkern, rund um das Rathaus, sind insgesamt ca. 650 Meter Kellergänge weitgehend historisch erhalten und touristisch erschlossen. Der genaue Umfang der unterirdischen Gänge ist trotz umfangreicher Untersuchungen noch immer nicht endgültig bekannt, beträgt aber mindestens 40 km. Die touristisch begehbaren Teile rund um das Rathaus machen demnach nur 1 bis 2 Prozent des Gesamtvolumens an historischen Kelleranlagen aus, geben aber einen imposanten Eindruck. Führungen durch dieses einmalige Kellerlabyrinth sowie Kirchenführungen, Führungen im Deutschen Weinbaumuseum, Stadtführungen und Nachtwächterführungen bietet das Tourist- und Festspielbüro der Stadt ganzjährig an.
Siehe auch: Liste der Kulturdenkmäler in Oppenheim, Oppenheimer Sakralbauten

### Theater
Von August bis Oktober finden jährlich die Oppenheimer Theaterfestspiele im Kulturkeller der Stadt und auf der Burgruine Landskron statt. Seit dem Jahre 2009 werden die Festspiele durch Jugendtheateraufführungen unter anderem des Oppenheimer Gymnasiums und ein Schlagerfestival erweitert. Der kulturelle Schwerpunkt der Theaterfestspiele liegt bei Shakespeareaufführungen in der Burgruine Landskron. Dazu kommen Kinder- und Jugendtheateraufführungen sowie Kabarett und Jazz im Kulturkeller. Die Stadt wird in ihrem kulturellen Engagement durch das Land Rheinland-Pfalz, zahlreiche Sponsoren und den Förderverein der Festspiele e. V., der sich aus kulturell interessierten Bürgerinnen und Bürgern der Stadt zusammensetzt, maßgeblich unterstützt.

### Museen
Neben der Katharinenkirche, dem Stadtmuseum und dem Untergrund der Stadt gilt der Besuch des Deutschen Weinbaumuseums als besonders lohnend. Es zeigt Wissenswertes rund um den Wein und Raritäten wie die älteste Kelter der Region von der Geistermühle aus Flonheim.

### Musik
Im Kultursommer finden regelmäßig Konzerte auf dem historischen Marktplatz vor dem Rathaus statt. Durch die engagierte Arbeit des Kantorenehepaares Bibiella in der Katharinenkirche ist auch die neue Orgel zu einem musikalischen Anziehungspunkt geworden, die regelmäßig von hochklassigen Musikern mit internationalem Ruf bespielt wird. Erwähnenswert ist auch der Oppenheimer Posaunenchor.

### Sport
In Oppenheim betätigen sich mehrere Sportvereine, unter anderem der TC Landskrone Oppenheim (Tennis), der FSV Oppenheim (Fußball), der mitgliedsstärkste TV Oppenheim 1846 (überregional erfolgreich im Turnen, Schwimmen, Radsport und vor allem im Basketball) und der Schachclub Landskrone.

### Bauwerke
Burg Landskron
Landschreibereigebäude und Casino

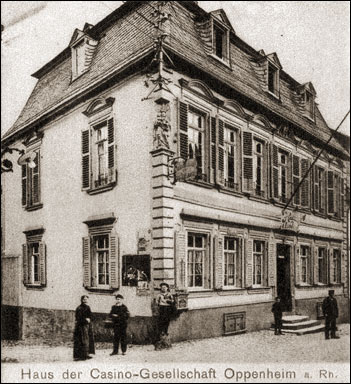
Landschreibereigebäude

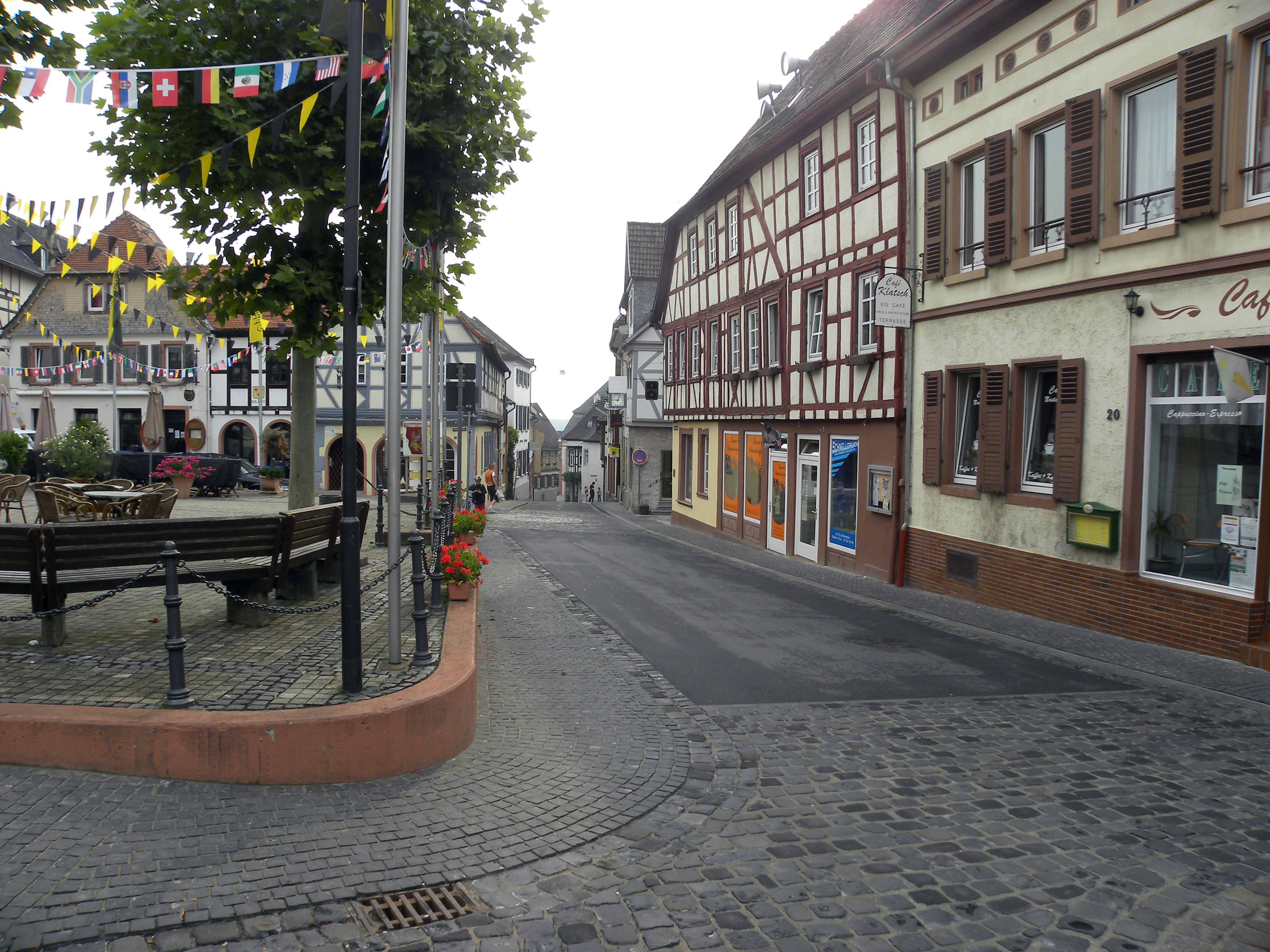
Die Krämerstraße am Oppenheimer Marktplatz

An der Stelle des denkmalgeschützten stattlichen Barockgebäudes Ecke Wormserstraße/Landschreibergasse mit seinen großen überdachten Fenstern und dem Mansarddach stand im Mittelalter das Bürgerhaus „zum Krebs“ mit der Ratstrinkstube dahinter.
Zwei Jahrzehnte nach der Stadtzerstörung von 1689 errichtete der kurpfälzische Landschreiber Johann Williges Landvogt von 1709 bis 1711 auf den Ruinen zweier Häuser das heutige Gebäude. Das Doppelwappen an der Frontseite oben weist auf die Familien des Erbauers und seiner Ehefrau hin: links Landvogt, rechts Gambs. Eine entsprechende Bauinschrift ist heute durch einen Anbau aus den 1940er Jahren überdeckt.
Von 1740 bis 1821 war hier die Löwenapotheke untergebracht, die Friedrich Koch in die Krämerstraße 2 verlegte. Aus dieser Zeit stammt auch die Hausbezeichnung „Zur roten Lilie“, deren Zeichen über der Heiligenfigur an der Ecke zu sehen ist.
1888/1889 erwarb die Casino-Gesellschaft das Haus und baute es für ihre Zwecke um. 1899 wurde die dahinterliegende baufällige Scheuer abgerissen und der Saalanbau errichtet. Die Gesellschaft betrieb die Gastwirtschaft, richtete auch einen Weinvertrieb ein und veranstaltete hier ihre Treffen und Feste. Über Jahrzehnte repräsentierte das „Casino“ den Mittelpunkt des gesellschaftlichen Lebens in Oppenheim.

### Regelmäßige Veranstaltungen
Alljährlich finden in der Ruine Landskron und im Kulturkeller unter dem Amtsgerichtsplatz die Festspiele Oppenheim statt.
Ebenfalls alljährlich finden in der Altstadt ein Ostermarkt im Frühjahr und der Katharinenmarkt im Spätjahr statt.
Weitere regelmäßige Veranstaltungen sind:
- Zwei Wochen vor Ostern der Oppenheimer Osterkünstlermarkt
- Am zweiten Wochenende im August das Oppenheimer Weinfest
- Anfang Mai das Mittelalterspectaculum
- Anfang Mai Rheinradeln zwischen Oppenheim und Worms-Herrnsheim auf der alten B 9, jetzt die K 40 und die L 439
- Mai/Juni Via Vini – Weinprobiermeile entlang der Wormser Straße
- Juni – Pfingstsonntag – Tag der offenen Tür des Aero-Clubs Oppenheim-Guntersblum am Flugplatz
- Am dritten Advent der Märchenweihnachtsmarkt mit seinem mittelalterlichen Schwerpunkt beim historischen Rathaus, der Katharinenkirche und auf dem Marktplatz

## Wirtschaft und Infrastruktur

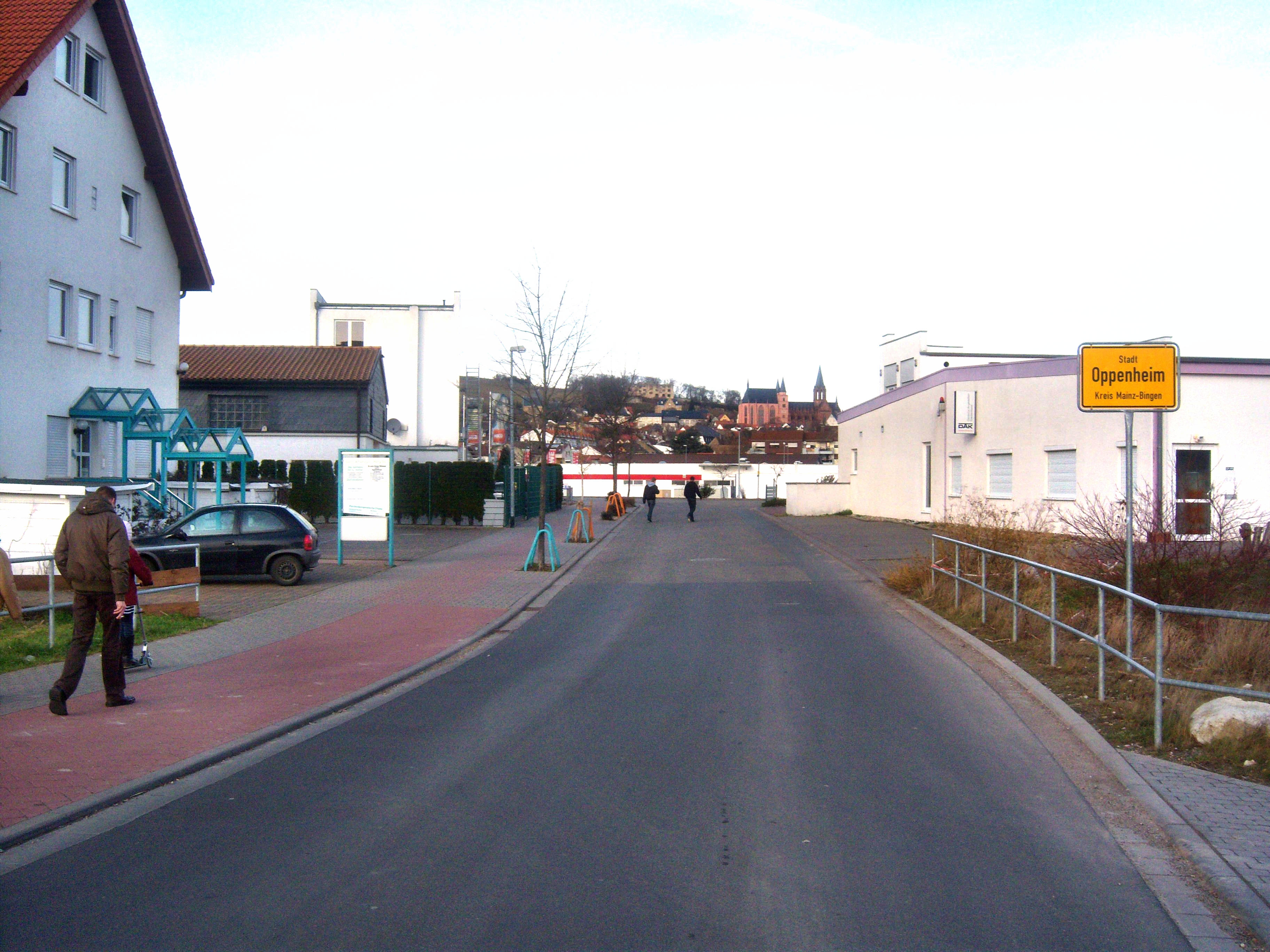
Stadteinfahrt von Dienheim kommend- im Hintergrund sind die Burg Landskron sowie die Katharinenkirche zu sehen

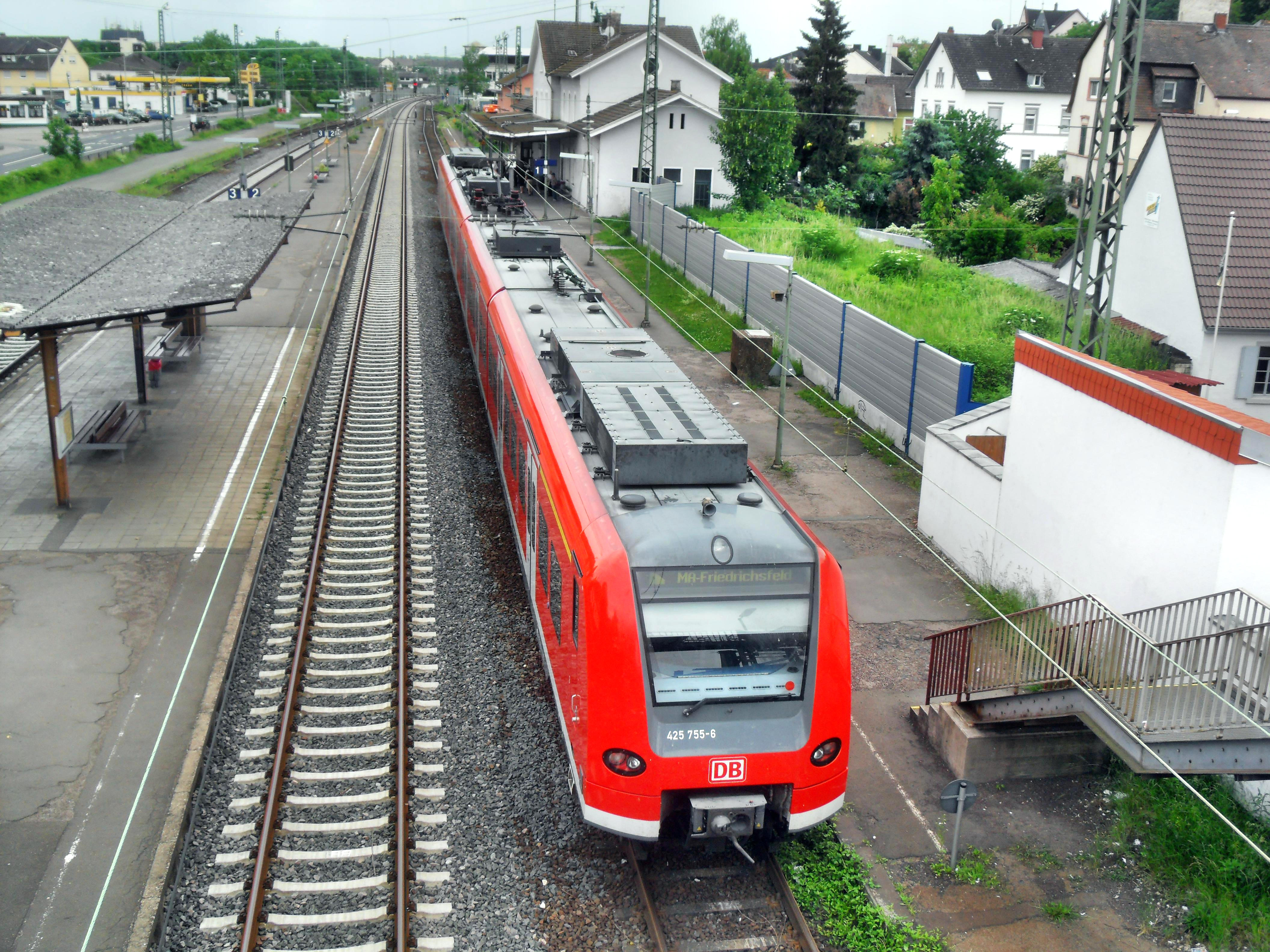
Oppenheimer Bahnhof vor der Renovierung mit RB 44 der Baureihe 425 auf dem Weg nach Mannheim

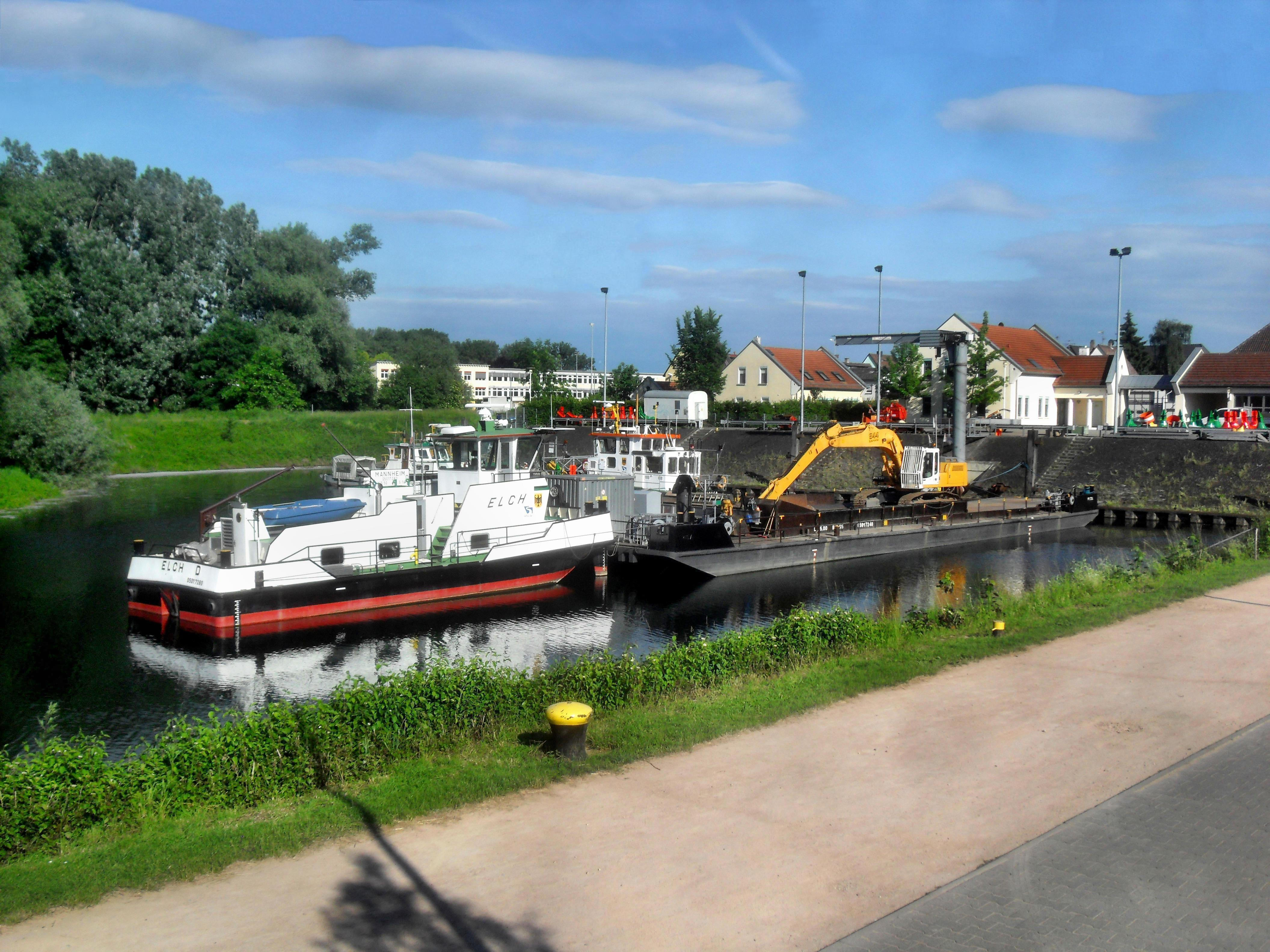
Der Oppenheimer Hafen

### Öffentliche Einrichtungen
Die Verwaltung der Verbandsgemeinde Nierstein-Oppenheim befand sich in Oppenheim. Seit dem 1. Juli 2014 befindet sich im selben Gebäude, dem Rondo, die Verwaltung der neu gebildeten Verbandsgemeinde Rhein-Selz.
Jeweils Außenstellen halten vor Ort das Landesamt für Umwelt, Wasserwirtschaft und Gewerbeaufsicht Rheinland-Pfalz, das Wasser- und Schifffahrtsamt Mannheim sowie die Kfz-Zulassungsstelle der Kreisverwaltung Mainz-Bingen.

### Bildung
Es gibt vier Kindertageseinrichtungen bzw. Kindergärten, drei städtische Kindergärten, dabei auch ein Naturkindergarten und ein katholischer Kindergarten. Neben der Grundschule „Am Gautor“ gibt es in Oppenheim das Gymnasium zu St. Katharinen, die Integrierte Gesamtschule Oppenheim sowie die Landskronschule als Förderschule. Ergänzt wird das Bildungsangebot durch die Berufsfachschule für Weinbau und Agrarwissenschaften.

### Medien

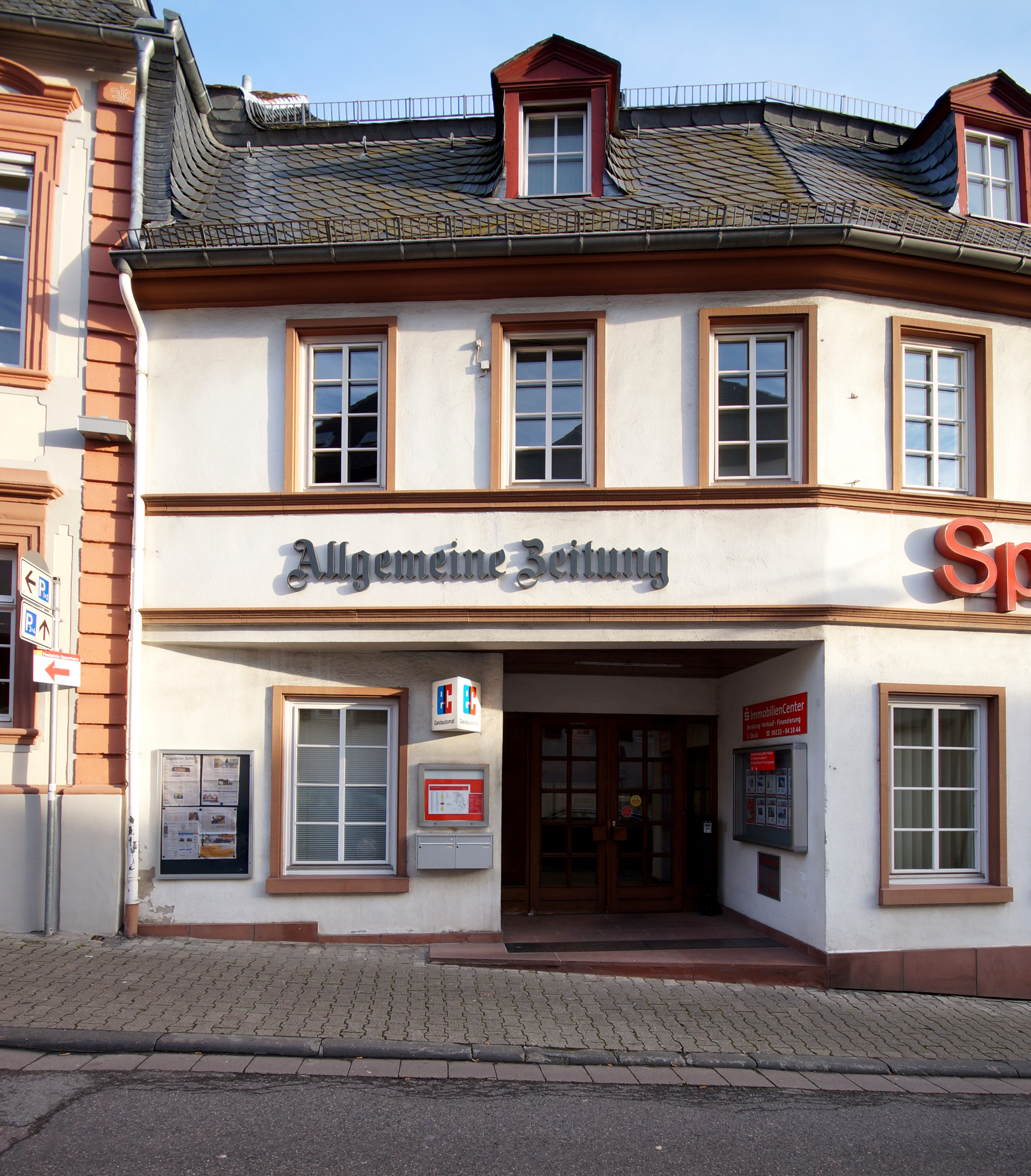
Früheres Hauptgebäude der Lokalredaktion Landskrone der Allgemeinen Zeitung in der Wormser Straße in Oppenheim. Wurde 2020 aufgegeben.

Es erscheint die Allgemeine Zeitung mit Lokalberichtserstattung. Darüber hinaus erscheint wöchentlich das Rheinhessische Wochenblatt, ebenfalls herausgegeben von der Verlagsgruppe Rhein Main. Die Redaktion samt Geschäftsstelle in Oppenheim wurde 2020 aufgegeben. Die Überreste der Lokalausgabe werden seitdem von Ingelheim aus betreut.

### Verkehr
Oppenheim liegt an der Bundesstraße 9, die großräumig von der niederländischen Grenze bei Kleve zur französischen Grenze bei Kandel führt. Lokal dient sie vor allem der Anbindung an die nahe gelegenen Städte Mainz und Worms sowie an den Mainzer Autobahnring im Norden und der Autobahn 6 im Süden.
Des Weiteren ist Oppenheim durch den Bahnhof Oppenheim an der Bahnstrecke Mainz–Ludwigshafen an den Schienenverkehr der Deutschen Bahn angebunden. In den Jahren 2009 bis 2011 wurde der Bahnhof saniert und barrierefrei mit einer neuen Brücke und zwei Fahrstühlen ausgebaut. Seit dem „kleinen Fahrplanwechsel“ am 10. Juni 2018 verkehren Züge der Linie S 6 der S-Bahn RheinNeckar (vorher Regionalbahn-Linie RB 44) von Mainz über Worms nach Mannheim. Vereinzelt halten auch Züge der Regional-Express-Linie RE 14 zwischen Frankfurt am Main und Mannheim in Oppenheim. Ferner fahren Regionalbuslinien von Oppenheim über Nierstein, Dexheim, Dalheim, Weinolsheim, Friesenheim und Köngernheim nach Undenheim (Linie 662) sowie von Oppenheim über Uelversheim und Eimsheim nach Guntersblum (Linie 663). Im Schulverkehr tritt eine Fahrt nach Wörrstadt hinzu (Linie 668).
Der Rheinradweg und die Rheinterrassenroute sind beliebte Ausflugs- und Anreisewege.
Zudem besitzt Oppenheim einen eigenen kleinen Hafen mit Verbindung zum Rhein.
Auch mit Luftfahrzeugen ist Oppenheim zu erreichen. Im Osten der Stadt, direkt am Rhein gelegen, befindet sich der Flugplatz Oppenheim. Dieser Sonderlandeplatz (International-Civil-Aviation-Organization-Code: EDGP) hat eine Graspiste von 800 Meter Länge, 30 Meter Breite und ist offen für Luftfahrzeuge und Hubschrauber bis 2 Tonnen. Betrieben und unterhalten wird der Flugplatz vom Aero-Club Oppenheim-Guntersblum am Rhein e. V., dessen Mitglieder Luftsportarten wie Modellflug, Gleitschirm, Segelflug, Motorsegler, Motorflug, Ultraleicht und Heißluftballon ausüben.

## Persönlichkeiten

### Söhne und Töchter der Stadt
- Johann XX. von Dalberg (1455–1503), Kanzler der Universität Heidelberg, 1482 Kanzler des Kurfürsten Philipp von der Pfalz, 1482 Bischof von Worms, machte Heidelberg und Worms zu wichtigen Stätten des Humanismus.
- Kaspar Sturm (1475–1552), Reichsherold, begleitete Martin Luther 1521 auf seinem Weg zum Reichstag zu Worms und zurück.
- Kaspar Agricola  (1514/1524–1597), Jurist, Professor und Rektor der Universität Heidelberg
- Michael Philipp Beuther (1564–1616), reformierter Theologe und Generalsuperintendent des Herzogtums Pfalz-Zweibrücken
- Friedrich Adam Widder (1724–1784), Mathematiker
- Sigismund von Dawans (1744–1822), badischer Finanzminister
- Johann Paulsackel (1805–1855), Vorkämpfer für demokratische Freiheitsrechte
- Carl Koch (1833–1910), Pharmafabrikant, Weingutsbesitzer, Bürgermeister, Abgeordneter der 2. Kammer der hessischen Landstände, Ehrenbürger, Patriarch mit sozialem Gewissen, Sohn Friedrich Kochs
- Paul Wallot (1841–1912), Architekt, Erbauer des Reichstagsgebäudes in Berlin
- Karl Hirsch (1870–1930), Internist und Hochschullehrer
- Johanna Senfter (1879–1961), herausragende Komponistin des 20. Jahrhunderts
- Carl Wilhelm Witterstätter (1883–1964), Flugpionier
- Jakob Steffan (1888–1957), sozialdemokratischer Politiker, ab 1933 mehrfach inhaftiert, organisierte den zivilen Widerstand gegen den Nationalsozialismus in Süd- bzw. Rheinhessen, Innen- bzw. Sozialminister von Rheinland-Pfalz (1946–1950)
- Heinrich Gottron (1890–1974), Dermatologe und Hochschullehrer
- Ludwig Bauer (1891–1942), Gärtnereibesitzer, Märtyrer im KZ Dachau
- Paul Witterstätter (1892–1966), expressionistischer (später realistischer) Maler
- Hermann Reifenberg (1928–2022), katholischer Theologe und Liturgiewissenschaftler
- Otto Schmuck (* 1963), Beamter und Autor

### Personen in Verbindung mit Oppenheim
- Susanne Nett (* 1974), Deutsche Weinkönigin 1998/1999, in Oppenheim aufgewachsen

### Ehrenbürger
- Paul Laufenburg (1888–1958), katholischer Pfarrer in Oppenheim[46]
- Paul Wallot (1841–1912)
- Ernst Delorme (* 13. Oktober 1913; † 16. April 1984) Mitglied im ersten freien Stadtrat 1946, Mitglied des Kreistages, ehrenamtlicher Kreisdeputierter,  1973 bis 1982 Bürgermeister der Stadt Oppenheim, Ehrenbürger seit 1977.
- Norbert Becher (* 16. Februar 1939; † 22. November 2009) Stadtbürgermeister, von 1984 bis 1989; Träger der rheinland-pfälzischen Verdienstmedaille
- Horst Gradinger[47] (* 11. April 1935; † 18. Juli 2016)[47][48][49], Unternehmer, der 1998 das Bundesverdienstkreuz erhalten hat[49]
- Heinz Kolb (* 12. April 1925; † 2. Dezember 2015), CDU-Stadtrat, 30 Jahre Leiter der Freiwilligen Feuerwehr, dann Ehrenwehrführer
- Erich Menger, Stadtbürgermeister, von 1989 bis 2004
- Philipp Schwöbel
- Ernst Jungkenn
- August Reichensperger (21. Mai 1889) (* 22. März 1808 in Koblenz; † 16. Juli 1895 in Köln) war deutscher Jurist und Politiker sowie Förderer des Kölner Doms.
- Jakob Steffan (1946) (* 31. Dezember 1888 in Oppenheim; † 9. Februar 1957 in Mainz) war ein deutscher sozialdemokratischer Politiker, der ab 1933 unter anderem im KZ Dachau inhaftiert war. Seit 1940 organisierte er für Wilhelm Leuschner den zivilen antinazistischen Widerstand in Süd- und Rheinhessen. Von 1946 bis 1950 war er in Rheinland-Pfalz Innen- bzw. Sozialminister.

### Personen, die hier gewirkt haben
- König Ruprecht I. (* 1352; † 1410), als Ruprecht III. von der Pfalz von 1398 bis 1410 Pfalzgraf und Kurfürst der Pfalz und von 1400 bis 1410 römisch-deutscher König, verbrachte seine letzten Lebenswochen auf Burg Landskron bei Oppenheim und starb dort am 18. Mai 1410.
- Madern Gerthener (* um 1360; † 1430), Stadtbaumeister der Freien Reichsstadt Frankfurt am Main, Bildhauer und einer der wichtigsten Künstler der Spätgotik am Mittelrhein schuf den Westchor der Katharinenkirche, ab 1414
- Wolfgang III. Kämmerer von Worms, genannt von Dalberg (1426–1476), kurpfälzischer Hofmarschall, Bürgermeister von Oppenheim, mit prachtvollem Grabdenkmal in der Katharinenkirche
- Johannes Pauli (* 1450/54; † nach 1530), Franziskaner, Schwankdichter, Wegbereiter für die komische, zugespitzte Kurzgeschichte (Fazetie) im Deutschland der Frührenaissance (1499 Prediger im Oppenheimer Franziskaner-Konvent).
- Friedrich VI. von Dalberg (1459–1506), Ritter und Bürgermeister von Oppenheim, mit prachtvollem Grabdenkmal in der Katharinenkirche
- Wolfgang VI. von Dalberg (1473–1522), kurpfälzischer Amt- und Burgmann in Oppenheim, mit prachtvollem Epitaph in der Katharinenkirche
- Jakob Köbel (1462–1533), ab 1494 in Oppenheim tätig als Stadtschreiber (Kanzleivorsteher), Buchdrucker, Verleger, bedeutender (mathematischer) Schriftsteller, Mitglied (Sodale) der humanistischen Vereinigung Sodalitas litteraria Rhenana und Hospes der Sektion Oppenheim.
- Conrad von Hanstein († 1553), kaiserlicher Offizier, in Oppenheim bestattet, mit prachtvollem Grabdenkmal in der Katharinenkirche
- Anton Praetorius (1560–1613), Pfarrer in Oppenheim (1589–1592), Kämpfer gegen Hexenprozesse und Folter.
- Johann Theodor de Bry (1561–1623), wirkte von 1609 bis 1619 als Verleger und Kupferstecher in dem calvinistischen Glaubensflüchtlingen wohlgesinnten Oppenheim. Spezialität: Das reich illustrierte wissenschaftliche Buch. 1617 Schwiegervater von Matthäus Merian.
- Hieronymus Galler, Drucker aus Basel, verließ mit Johann Theodor de Bry 1609 Frankfurt und betrieb von 1610 bis 1620 in Oppenheim eine leistungsfähige Druckerei.
- Albert Molnár (1574–1634), reformierter Theologe und Wandergelehrter aus Ungarn, von 1615 bis 1619 Kantor und Rektor der Lateinschule in Oppenheim
- Johann Ludwig Gottfried (1584–1633), Theologe, Übersetzer, Autor, Herausgeber und Korrektor. Schriftstellerisch wirkte er bei den Verlagshäusern de Bry, Merian und Jennis von 1619 bis 1624 in Oppenheim und von 1624 bis zu seinem Lebensende in Frankfurt am Main.
- Lucas Jennis (* 1590; † nach 1631), Buchdrucker, Verleger, Kunsthändler und Kupferstecher
- Matthäus Merian (1593–1650), wirkte von 1616 bis 1619 als Kupferstecher in Oppenheim.
- Ferdinand Emonds (1754–1813), Stadtschreiber (Kanzleivorsteher) und Maire in Oppenheim sowie Präfekturrat im Département du Mont-Tonnerre (Donnersberg)
- Franz Christoph Braun (1766–1833), langjähriger Pfarrer in Oppenheim und ehemaliger Abgeordneter der 2. Kammer der Landstände des Großherzogtums Hessen
- Friedrich Koch (1786–1865), Apotheker, Erfinder der industriellen Chininherstellung
- Peter G. Fuchß (* 1946), Agrarökonom und Weinbauexperte, ehemaliger Leiter der Forschungsanstalt und Weinbaudomäne Oppenheim
- Helmut Krethe (* 1955), Träger des Bundesverdienstkreuzes am Bande und der Verdienstmedaille des Landes Niedersachsen sowie ehemaliger Bundes- und Landesvorsitzender des Deutschen Guttempler-Ordens
- Marcus Held (* 1977), Jurist, Politiker und MdB, von 2004 bis 2018 Oppenheimer Stadtbürgermeister
- Katrin Bibiella (* 1964), Kirchenmusikerin und Autorin
- Ralf Bibiella (* 1964), Kirchenmusiker an der Katharinenkirche
- Pia Schellhammer (* 1985), Politikerin und MdL, wuchs in Oppenheim auf
- Walter Jertz (* 1945), Generalleutnant a. D., wuchs in Oppenheim auf, Träger des Verdienstkreuzes am Bande des Verdienstordens der Bundesrepublik Deutschland, Autor, Bürgermeister Stadt Oppenheim seit 2018